# NGC 3421
NGC 3421 је спирална галаксија у сазвежђу Хидра која се налази на NGC листи објеката дубоког неба.
Деклинација објекта је - 12° 26' 52" а ректасцензија 10h 50m 57,6s. Привидна величина (магнитуда) објекта NGC 3421 износи 13,7 а фотографска магнитуда 14,6. NGC 3421 је још познат и под ознакама IC 652, MCG -2-28-13, NPM1G -12.0339, PGC 32514.